# Victor Fontoynont
Antoine Victor Fontoynont, né le 12 mars 1880  à Gannat, et mort le 4 décembre 1958 dans le 5e arrondissement de Lyon, est un prêtre jésuite français, helléniste de renom, et cofondateur de la collection des « Sources chrétiennes ».

## Biographie
Né à Gannat d’un père notaire, Gilbert-Jules Fontoynont (1841-1891), qui se suicida à la suite de spéculations malencontreuses, et d’Adèle-Berthe Bonneau (1857-19..), il quitte Gannat pour ses études secondaires, qu’il effectue au collège Bellevue de Moulins (Allier), tenu par des Jésuites. Il entre au noviciat jésuite d'Aix-en-Provence le 14 octobre 1897. De cette époque date son attachement à la Provence, dont la lumière et le paysage lui font déjà pressentir la Grèce, qu’il ne connaîtra que pendant la Première Guerre mondiale.
Sa formation le conduit ensuite à Laval pour les études de philosophie, puis, pour la théologie, à Jersey (1907-1911), où il se liera d'amitié avec Pierre Teilhard de Chardin.
Ordonné prêtre le 24 août 1910, il enseigne la philosophie dans un collège jésuite français en exil (par suite de la loi de séparation des Églises et de l'État) établi dans la petite ville italienne de Bollengo (Piémont), d'octobre 1911 à juillet 1914 ; il compte alors parmi ses élèves Georges Bidault et Gabriel Madinier.
Mobilisé comme infirmier en juillet 1914, il part pour Salonique en octobre 1915 et accomplit la campagne de Serbie. Le 27 novembre 1915, il reçoit la Croix de Guerre 1914-1918 avec une citation à l’ordre du régiment.
Malade, il doit rentrer en France avant de repartir pour Salonique, où il reste de décembre 1916 à juin 1918.
Devenu agent de liaison sur le front français, il est cité à l’ordre de la Division le 26 octobre 1918 et recevra plus tard la Médaille militaire.
Démobilisé en mars 1919, il enseigne un an plus tard la philosophie au collège Notre-Dame de Mongré de 1920 à 1932 à Villefranche-sur-Saône où avait étudié son ami Pierre Teilhard de Chardin. Il est alors à Mongré aumônier de l’Association catholique de la jeunesse française.
Au théologat de Fourvière (1932-1942), il est préfet des études, professeur de grec biblique et de théologie fondamentale. Il abandonne la direction des études en 1942 et tout enseignement en 1953.
Frappé par diverses maladies, il meurt cinq ans plus tard. Henri de Lubac, collègue au théologat de Fourvière et futur cardinal, et le cardinal Pierre Gerlier, primat des Gaules, lurent des allocutions à ses funérailles.

## Œuvres
- Il publia dès 1930 (Villefranche-sur-Saône, Mongré) une méthode d’apprentissage du grec : son fameux Vocabulaire grec commenté et sur textes, qui fut republié en 1933 chez Picard, où il est toujours édité. Dans cet ouvrage promis à un succès considérable malgré sa difficulté, il décortique le vocabulaire et la syntaxe de quatre textes de Xénophon, trois de Platon et un de Démosthène.
- Son Vocabulaire latin sur textes liturgiques et citations courantes (Villefranche-sur-Saône, 1932) est moins consistant et moins connu.
- Il songeait à composer un Vocabulaire hébraïque.
- Avec trois autres savants jésuites (Jean Daniélou, Henri de Lubac et Claude Mondésert), il fonda à Lyon, en novembre 1942, la célèbre collection des « Sources chrétiennes », monument de science donnant accès, dans le texte original accompagné d'une traduction et de commentaires, aux œuvres des Pères de l'Église et des théologiens, grecs, latins et orientaux des premiers siècles de l'ère chrétienne et du Moyen Âge.

## Sources
- Bulletin de liaison des Pères Jésuites, n° 107, janvier 1959.
- Étienne Fouilloux, La Collection « Sources chrétiennes ». Paris, Cerf, 1995.
- Louis Virlogeux, Si Gannat m’était conté. Profils et silhouettes. Nonette (63), éditions Créer, 2005, p. 96-97.
- Etienne Fouilloux, Les Jésuites, histoire et dictionnaire, Paris, Bouquins éditions, 2022  (ISBN 978-2-38292-305-4), p. 684